# Cynomops
Cynomops är ett fladdermussläkte i familjen veckläppade fladdermöss (Molossidae). Taxonet listades ursprungligen som undersläkte till Molossops. Den nya taxonomin fastslogs främst med hjälp av molekylärgenetisk data.
Wilson & Reeder (2005) samt IUCN listar följande arter till släktet.
- Cynomops abrasus, från gränsområdet Panama/Colombia till norra Argentina.
- Cynomops greenhalli, norra Sydamerika, utbredningsområdets södra gräns går från centrala Ecuador till Amazonflodens delta.
- Cynomops mexicanus, västra Mexiko till Costa Rica.
- Cynomops paranus, från gränsområdet Panama/Colombia till norra Argentina.
- Cynomops planirostris, från centrala Panama till norra Argentina.

Arterna lever i skogar och vistas ofta nära vattenansamlingar som floder eller insjöar. En grupp av upp till 75 individer vilar i buskar eller i byggnader. De börjar sin jakt kort efter solnedgången.
Mindre arter som Cynomops planirostris väger 11 till 14 g och större arter som Cynomops abrasus blir cirka 55 g tunga. Honor föder en unge per kull.